# Myrcia felisbertii
Myrcia felisbertii är en myrtenväxtart som först beskrevs av Dc., och fick sitt nu gällande namn av Otto Karl Berg. Myrcia felisbertii ingår i släktet Myrcia och familjen myrtenväxter. Inga underarter finns listade i Catalogue of Life.